# Jacques Gastaud
Jacques Gastaud war ein monegassischer Autorennfahrer.

## Karriere als Rennfahrer
Jacques Gastaud war 1935 beim 24-Stunden-Rennen von Le Mans am Start. Er war Teamkollege von Luigi Chinetti, konnte das Rennen wegen eines Motorschadens am Alfa Romeo 8C 2300 jedoch nicht beenden.

## Statistik

### Le-Mans-Ergebnisse
| Jahr | Team           | Fahrzeug           | Teamkollege    | Platzierung | Ausfallgrund |
| ---- | -------------- | ------------------ | -------------- | ----------- | ------------ |
| 1935 | Luigi Chinetti | Alfa Romeo 8C 2300 | Luigi Chinetti | Ausfall     | Motorschaden |